# 李军 (足球教练)
李军（1967年7月31日—），男，湖北人，中国足球教练，退役足球运动员，现为新疆天山雪豹足球俱乐部主教练。球员时代，李军曾代表湖北省参加六运会，夺得第四名。1994年中国足球职业化后，他先后在湖北武钢、前卫寰岛效力，1997年退役。退役之后，李军起初在湖北足协负责年轻球员培养。2009年，李军带领新成立的湖北绿茵从中乙联赛冲入中甲联赛。2012年，李军又带领新成立的湖北华凯尔自乙级升入甲级，四年内带领两支球队冲甲成功。

## 生平
李军的父亲李发清是湖北省自行车队的运动员，曾在1958年全国自行车锦标赛中夺得铜牌，打破全国纪录。

### 球员生涯
李军小时候就喜爱足球，1979年小学毕业后报考湖北省体校，走上足球道路。1987年，李军入选中华人民共和国第六届运动会湖北男足代表队，身着18号球衣，帮助球队获得第四名，创下湖北足球全运会最佳战绩。这时，李军只有20岁，是队中年纪最小的。1994年中国足球职业化，李军代表湖北武钢出战1994年中国足球甲B联赛，球队排名联赛第五。1995年，李军加盟前卫寰岛。1997年，李军退役。
妻子曾是跳远运动员，女儿李茵晖是一名羽毛球运动员。

### 教练生涯
退役后，李军一直在湖北足协工作，培养年轻球员，湖北省1989年龄段的球员就由他负责。2008年，武汉光谷退出中超联赛，湖北没有了职业足球俱乐部。2009年，湖北绿茵成立，俱乐部留住了武汉光谷队U19梯队的球员以及王文华、胡卓伟、蔡曦、周燎、吴龑等原来武汉光谷一线队的球员。这年5月，李军被任命为湖北绿茵队的主教练，带队出征中国足球乙级联赛。球队以预赛不败、南区第一名的战绩挺进全国总决赛的半决赛。半决赛中，球队击败杭州三超，升入中甲联赛，夺得中乙联赛亚军。这一年，李军还率领湖北省U20男足参加了中华人民共和国第十一届运动会，获得预赛小组第一名、决赛第九名。2010年，李军带领以梅方、吴龑、柯钊、李行等年轻球员为班底的湖北绿茵获得中甲联赛第5名。赛季末，俱乐部资金紧张。2011年，湖北武汉中博置业入主湖北绿茵，球队管理层换人，李军不再担任主教练。
离开湖北绿茵后，李军在2011年担任了业余球队武汉宏兴的主教练。2012年，湖北华凯尔足球俱乐部组建，李军出任主教练，还参与了球队的组建。李军负责为俱乐部联系、挑选球员。媒体报道称，队里的每个球员都是他联系来的，包括湖北本地球员周熠、王康、胡浩、童晓星等人，还有外地球员侯哲、董志远、朱子林等人。俱乐部其他教练也是他联系来的，有王文华、徐健、刘俊峰和余捷等人。甚至连球员的球衣都是李军联系香港的赞助商提供的。这一年，球队在预赛中排在南区第四，打入全国总决赛。总决赛中，虽然不被看好，但湖北华凯尔连续击败北区冠军河北中基和南区亚军深圳风鹏，冲入中甲，夺得中乙亚军。李军被评为该年的中乙最佳主教练。这也是李军四年内第二次带队升入中甲联赛。2013年，李军率领湖北华凯尔完成保级。2014年，由于资金问题，湖北华凯尔西迁新疆，改名新疆天山雪豹，李军带领球队排在联赛第10名。

## 荣誉

### 球员时期
前卫寰岛
- 中国足球甲B联赛冠军（1）：1996